# La Vagabonde (film, 1932)
Pour l’article homonyme, voir La Vagabonde.
Pour plus de détails, voir Fiche technique et Distribution.
La Vagabonde est un film français réalisé par Solange Bussi, sorti en 1932.

## Fiche technique
- Titre : La Vagabonde
- Scénario : d'après le roman éponyme de Colette (paru en 1910)
- Réalisation : Solange Bussi
- Assistance de réalisation : Colette de Jouvenel
- Photographie : Rudolph Maté et Louis Née
- Son : Fontanel
- Décors : Claude Dauphin
- Musique : Charles Borel-Clerc
- Montage : Solange Bussi
- Société de production : Les Exclusivités Artistiques
- Pays d'origine :  France
- Durée : 85 minutes
- Date de sortie : 
  - France : 28 janvier 1932

## Distribution
- Marcelle Chantal
- Fernand Fabre
- Christiane Delyne
- Jean Wall
- Jeanne Fusier-Gir